# Rodica Bretin
Rodica Bretin (n. 6 noiembrie 1958, Brașov) este o scriitoare română de literatură istorică și fantastică. 
Este membră a Uniunii Scriitorilor din România și autoarea a 36 de volume de literatură din domeniile fantastic-realist, istorie și paranormal. Ca formație profesională este cercetător științific, fiind absolventă a Universității din Brașov, promoția 1982. 
Debutează în reviste de literatură în anul 1982. În 1985, la Editura Albatros, îi apare primul volum, Efect Holografic. Între 1982 și 2010 i-au apărut proze, traduceri, eseuri și articole culturale în  mai multe publicații (printre care The Historian, Science et Vie, Antares-France, România Literară, Astra, Magazin, Meridian, Baricada, Magazin Internațional, Jurnalul de București, Tribuna și START 2001) și antologii din România, Franța, Anglia și Italia. 

## Biografie
Rodica Bretin s-a născut la Brașov, oraș în care a revenit după trei decenii de activitate literară în București. Între 1986-1990 lucrează ca cercetător științific la MEN-SSCAM București.
În perioada 1991-1996 activează ca lector și ulterior ca redactor șef la Editura Baricada, unde înființează și conduce patru colecții specializate de literatură istorică, fantastică, horror și științifico-fantastică. Tot în perioada 1991-1995 participă și la realizarea seriei de antologii Antares (vol.1-4), în colaborare cu scriitorul Dan Apostol.
În 1997 devine consilier editorial la Editura Nova, unde, între 1998-2001, ocupă funcția de redactor-șef. Participă la cercetările istorice și arheologice efectuate în 1998 în Languedoc, Franța, și în 2002 la Milano, în Italia. În perioada 2003-2006 este lector la redacția Știință-Frontierele Cunoașterii a Editurii Cartea de Buzunar.
În mass-media audio-vizuală realizează sau colaborează la emisiuni difuzate între 1982 și 2015 de posturi de televiziune și radio din Franța și România (Arte, TV 5, TVR 2, Radio România 2 și Radio România Internațional). Între 1993 și 1996 a fost realizator de programe TV (cinematografie fantastică și de artă) și redactor-șef la Compania Națională de Film, Televiziune și Video Canal b.
Între 2015 și 2023 publică proză, eseuri, articole în reviste literare din România (Viața românească, Luceafărul de dimineață, Convorbiri literare, Familia, Opt motive, Vatra, Tribuna, Curtea de la Argeș, Leviathan, Egophobia, Libris, Utopiqa, Literadura, Epithet, Ateneu, Spații culturale, Timpul, Caiete Silvane, Vatra Veche, Euphorion, Caligraf, La Mongolu, Helion, Planeta Babel, Astralis, Banchetul, Hyperion, Neuma, Lumină lină, Revista de suspans, Galaxia 42, Paradox, Famost) și din străinătate: The Historian (Marea Britanie), Antares (Franța), Cirsova Magazine, Four Star Stories, Aphelion, Gracious Light, (SUA) Teoria Omicron, Maquina Combinatoria (Ecuador).

### Literatură
Rodica Bretin a debutat în anii 1980, perioadă în care comunismul îngrădea libertatea de exprimare a scriitorilor. Fiindcă nu dorea să consemneze „realizările socialismului“, a ales genul fantastic drept mod de exprimare, creând lumi în care își găsea refugiul din realitate. 
Primul ei volum de povestiri, Efect Holografic, a apărut în 1985 la Editura Albatros. A fost urmat de Șoimul alb, volum de povestiri publicat în 1987 la Editura Facla și Uriașul cel bun, carte apărută la Editura Creangă. Bretin continuă să scrie literatură fantastică și după 1989. 
Urmează volumele Cel care vine din urmă, Omul de nisip, Fortăreața și Casa fără cărți, a căror tema favorită rămâne inserția neprevăzutului în existența banal-cotidiană, reacția omului obișnuit pus într-o situație ieșită din comun și, adesea, fără ieșire. Cărțile acestea introduc cititorul într-un univers ce ascultă de legi proprii, în care prind viață monștri născuți din imaginarul colectiv sau din angoase individuale. Îl poartă prin alternative posibile la lumea pe care o știm, fiindcă realitatea, spune autoarea, e doar o fisură care ne traversează închipuirile. Cartea Amurgul elkilor reprezintă o imersiune ficțională în epoca de piatră a ființei și conștiinței umane, demonstrând un adevăr paradoxal: oamenii cavernelor nu erau neapărat inferiori celor de astăzi, doar diferiți.
Datorită perioadei în care a făcut cercetare științifică, Rodica Bretin s-a implicat în niște domenii unde până atunci fusese doar creator de ficțiune. Așa au apărut Ultima frontieră și Ecouri din tenebre. Romanul Fecioara de Fier – o combinație de fantasy, istorie romanțată și thriller - se petrece într-un Ev Mediu sub umbra Inchiziției. Romanul Protectorii, în trei volume, un thriller cu elemente de urban-fantasy, mizează pe uman și pe ritmul unor sentimente autentice. 
Tot genului fantastic-realist îi aparțin cele trei nuvele din volumul În zori, când vin îngerii. Cel mai recent roman al autoarei este Vikingii.

## Afilieri
- Membră a Uniunii Scriitorilor din România (din 1991);
- Membră a PEN Club România;
- Membră în Asociația Autorilor de Ficțiune;
- Membră a Fantasia Art Association din Cornwall, Marea Britanie.

### Beletristică
- Efect holografic, povestiri (Editura Albatros, 1985)
- Șoimul Alb, povestiri (Editura Facla, 1987)
- Uriașul cel Bun, povestiri (Editura Ion Creangă, 1989)
- Drumul fără Sfârșit, povestiri (Editura Baricada, 1991)
- Cel care Vine din Urmă, povestiri (Editura Baricada, 1993)
- Lumea lui Hind, povestiri (Editura RAI Coresi, 1998)
- Omul de Nisip, povestiri (Editura Image, 2000)
- Fecioara de Fier, roman (Editura CNI Coresi, 2002;  ediția a II-a Editura Cartea de Buzunar, 2006; ediția a III-a Editura Eagle, 2014, ediția a IV-a Editura Tritonic, 2017)
- Cetatea fără trecut, povestiri (Editura Nemira, 2015)
- Fortăreața, povestiri (Editura Tritonic, 2016)
- Oameni și Zei, roman, volumul 1, seria Protectorii  (Editura Tritonic, 2017)
- Poarta Stelară, roman, volumul 2, seria Protectorii (Editura Tritonic, 2018)
- Elysium, roman,volumul 3, seria Protectorii (Editura Tritonic, 2019)
- Casa fără cărți, povestiri (Editura Pavcon, 2020)
- Amurgul elkilor, povestiri (Editura Creator, 2021)
- Tigrii visează în culori, povestiri (Editura pentru Artă și Literatură, 2024)

### Istorie și Frontierele Cunoașterii
- Dosarele Imposibilului (Editura Cartea de Buzunar, 2003)
- Tunelul Timpului (Editura Cartea de Buzunar, 2003)
- Poarta Vrăjitoarelor (Editura Cartea de Buzunar, 2004; Editura Nemira 2015)
- Poltergeist - Atacatori Invizibili (Editura Cartea de Buzunar, 2005)
- Misterul Lumilor Paralele (Editura Cartea de Buzunar, 2006)
- Naufragiați în Timp (Editura Cartea de Buzunar, 2006)
- Călătorii în timp și lumi paralele (Editura Nemira, 2015)
- Cronicile Imposibilului (Editura ePublishers, 2015)
- Războinicii Nordului (Editura ePublishers, 2015)
- Ecouri din tenebre (Editura Crux Publishing, 2016; ediția a II-a, Editura Creator Brașov, 2022)
- Ultima frontieră (Editura Pavcon, 2021)
- Vikingii (Editura Creator, 2023)

### Antologii
- a realizat în colaborare cu scriitorul Dan Apostol seria Antares, vol 1 - 4 (Editura Baricada, 1991-1995), antologii dedicate literaturii fantastice și culturii enciclopedice.
- a realizat și tradus Cronici din Lumi Interzise (Editura AGER, 2003), antologie de literatură fantastică.
- a realizat și tradus Vânătorii Lumii de Dincolo (Editura Cartea de Buzunar, 2006), antologie de literatură fantastică.

### Povestiri
- Din volumul CETATEA FĂRĂ TRECUT: Efect holografic, Generația omega, Shaba, Aralda, Cristalul negru, Pasărea Thul, Omul-tigru, Noaptea Sanyasinilor, Ultimul gdar, Vânătorul de freli, Lumea wurilor, Zorii pustiei, Cetatea fără trecut, Valea sadralilor, Călăreții de fier, Eldorado.
- Din volumul CASA FĂRĂ CĂRȚI: Revolta îngerilor, Casa fără cărți, Întoarcerea, Cel care vine din urmă, Undeva cândva, Fotografia perfectă, Lumea tăcerii, Ora pro nobis, Fortăreața.
- Din volumul FORTĂREAȚA: Conquistadorul, Negura, Omul de nisip, Bătrâna Doamnă, Revolta îngerilor, Mireasa din grădină, Pasărea Albă, Fortăreața.
- Din volumul AMURGUL ELKILOR: Războiul pentru Alana, Lumea lui Hind, Vânătoarea celorlalți, Copacul schimbării, Chemarea adâncurilor, Muntele ce vine, Amurgul elkilor.

### Traduceri
- Dale Cooper, de Scott Frost (1993)
- Amantul doamnei Chatterley, de D.H. Lawrence (1993)
- În umbra ghilotinei, de O. Le Baron (1994)
- Leul uriaș, de J.H. Rosny-Aîné (1993, în colaborare)

## Premii
- Premiul pentru Cea mai bună proză străină la Festivalul Internațional al Artei Fantastice de la Annecy, Franța, (1996), pentru nuvela Negura.
- Premiul Volaverunt la Festivalul de la Valencia Spania, (2001), pentru nuvela Conquistadorul.
- Premiul pentru Cel mai bun roman străin acordat de Fantasia Art Association, (2005), pentru romanul Fecioara de Fier, publicat în serial de revista The Historian din Truro, Cornwall, Marea Britanie.
- Premiul COLIN, ediția a VII-a, 2017, categoria volum de proză scurtă fantastică pentru Cetatea fără Trecut, Editura Nemira, București, 2015.
- Premiul OPERA OMNIA, decernat la cea de-a 40-a ediție a Convenției Naționale a Cluburilor și Autorilor de science-fiction din România, Timișoara 2019.
- Premiul celei de-a 43-a Convenții Naționale Romcon, 2022, pentru nuvela Amurgul elkilor, din volumul cu același titlu apărut la Editura Creator, Brașov, 2021.
- Premiul Daniel Drăgan acordat în 2022 de Asociația „Buna Vestire“ din Miercurea-Ciuc și Filiala Brașov a Uniunii Scriitorilor, pentru volumul de povestiri Amurgul elkilor.
- „Premiul Ficțiunea“, 2023, pentru povestirea  A opta moarte, apărută în revistă în septembrie 2022.
- „Premiul revistei literare Libris pentru proză“, 2023.

## Vezi și
- Fantezie eroică